# Géza Perneczky
Géza Perneczky  (* 21. Mai 1936 in Keszthely, Ungarn) ist ein ungarischer Kunsthistoriker, Schriftsteller, bildender Künstler, Kurator und Pädagoge.
Géza Perneczky ist als ein wichtiger Kunstautor und Zeitzeuge der Entwicklung der Kunst im 20. Jahrhundert bekannt, dessen Wirken besonders als Bindeglied zwischen der ungarischen und internationalen Kunstszene von Bedeutung ist. Er wurde 2006 mit dem ungarischen Staatspreis Széchenyi-Díj ausgezeichnet.

## Leben und Lebenswerk
Géza Perneczky ist am 21. Mai 1936 in Keszthely, in Ungarn geboren. 1957 absolvierte er die Klavier- und Chorleiter-Fakultäten an der Bartók Béla Musikhochschule in Budapest. 1957–1962 studierte er Kunstgeschichte sowie ungarische Sprache und Literatur an der Loránd Eötvös Wissenschaftsuniversität (ELTE) in Budapest.
Schon während seiner ersten beruflichen Tätigkeit als Redakteur des ungarischen Kunstverlages (Képzőművészeti Alap Kiadó) nahm er aktiv an dem Kunstschaffen der Avantgarde teil. Er hat sich mit seinen Feuilleton-Beiträgen 1966–68 bei dem Tagesblatt „Magyar Nemzet“ und 1968-1970 der kulturellen Wochenzeitung „Élet és Irodalom“, ferner als Mitarbeiter für Kunst- und Kultursendungen beim ungarischen Fernsehen für die neuen Gruppierungen außerhalb der staatlich geförderten Kunstszene eingesetzt. Mit seinen zahlreichen Publikationen förderte er viele Künstler aus der oppositionellen Kunstszene, wie die Mitglieder des ehemaligen Kassák-Kreises und der „Europäischen Schule“, ferner die neo-avantgardistischen Künstler der „Iparterv-Gruppe“.
Nach einer Studienreise in Westeuropa, wo er Harald Szeemanns „When Attitudes Become Form“-Ausstellung sah, schuf er fünf Nummern eines handgedruckten Monatsperiodikums mit originalen Collagen-Werken der konkreten und konzeptuellen Kunst in 50/100 Kopien (später bekannt als Five Books).
Nach seiner Emigration nach Deutschland im Dezember 1970 widmete er sich künstlerischen Tätigkeiten, daneben unterrichtete er am Kölner Apostelgymnasium und arbeitete als freier Mitarbeiter bei der Deutschen Welle und bei dem Deutschlandfunk. In seiner Ideenwerkstatt in Köln entwickelte er Konzept-Arbeiten, Fotokunst und Künstlerbücher.
Ab 1973 nahm er intensiver an den Post-Fluxus Bewegungen teil (Stamp Art, Mail Art, Artist’s Books) und diese Arbeiten wurden neben Ungarn besonders in Holland und in den USA gesammelt (Artpool in Budapest, Other Books and so in Amsterdam; Franklin Furnace Archive und MoMA special collections in New York City, Museen in Chicago u. a.).
In den achtziger Jahren korrespondierte er mit der bekannten Dada- und Fluxus-Sammlerin Jean Brown und durch sie wurden Perneczkys Künstlerbücher und konzeptuelle Arbeiten Teil der Getty-Sammlungen. Ab 1984 beschäftigte er sich zunehmend mit Malerei (Rollstempel-Bilder und sogenannte String Pictures) und nahm an Ausstellungen in Ungarn, Deutschland und in weiteren europäischen Ländern teil. Nachdem er 1980 die deutsche Staatsbürgerschaft erhalten hatte, konnte er wieder in Ungarn publizieren. Seine kunsttheoretischen Artikel, Bücher und Künstlermonographien erscheinen seitdem wieder in Ungarn und mit seinem Samizdat Verlag „Softgeometry“ versorgt er die ungarische Kunstwelt mit Informationen und Beiträgen, als ständiger Beobachter der internationalen Kunstszene. 1985 gelang es ihm, den umfangreichen Nachlass von Lajos Barta, des in Köln wirkenden Bildhauers und Zeichners, der als erster abstrakter Bildhauer in Ungarn galt, zusammenzuhalten und nach Ungarn zu überführen.
Perneczky blieb jahrzehntelang eng verbunden mit den wichtigsten ungarischen Kunstinstitutionen (Ludwig Museum Budapest, Kunsthalle Budapest, Szt. István Király Múzeum Székesfehérvár, MODEM [Zentrum für moderne und zeitgenössische Kunst] in Debrecen), bei denen er als Initiator und Berater gilt. Seiner mathematischen Passion folgend schrieb er eigene Fraktale und veröffentlichte ein Buch über Fraktalprozesse. Sein umfassendes Werk über alle von ihm beschriebenen Pflanzengattungen (2010) wird an dem Lehrstuhl der Pflanzensystematik der ELTE in Budapest aufbewahrt.
2016 schenkte Perneczky sein Soft Geometry Archive dem Zentrum für Künstlerpublikationen der Universität Bremen (Weserburg). Das international bedeutende Soft Geometry Archiv hat Perneczky seit Anfang der 1970er Jahre in Köln stetig ausgebaut, es umfasst ca. 10.000 künstlerischen Positionen an Assemblings, Grafiken, Collagen, Fotos und Korrespondenzen.

## Einzelausstellungen (Auswahl)
- 1964 • G. Orez, Den Haag
- 1969 • Eötvös Klub, Budapest
- 1973 • In Out-Center, Amsterdam
- 1974 • Oeldorf (Köln)
- 1977 • Verlag-G. Leaman, Düsseldorf
- 1980 • Museum of Concept Art, San Francisco
- 1981 • G. Jatki, Wrocław
- 1982 • G. St Petri, Lund (SVE)
- 1983 • Kundoldstrasse 34., Kassel • Atelierhaus Wandelhalle, Köln
- 1984 • De Media, Eeklo, Gent
- 1985 • Joan Flasch Artists' Book Collection (School of the Art Institute), Chicago
- 1985 • Kunst-Forum in the City Center, Aachen
- 1986 • Liget Galéria, Budapest • Gallery 361°, Greenfield (USA)
- 1987 • Budapest, Galéria Lajos u., Budapest
- 1997 • Guy Bleus’ E-Mail Art Archives, Centrum Beeldende Kunst, Hasselt
- 2012 • Budapest, Karton Galéria (Perneczky: Yes-no művészet)
- 2016 • Chimera-Project (Post Infinite), Budapest
- 2016 • Zentrum für Künstlerpublikationen, Bremen (Weserburg)
- 2016 • Quotes from the Collection, MOCAK, Krakau
- 2017 • Ungarisches Museum für Fotografie, Kecskemét
- 2018 • Chimera-Project (Identification Program - Early conceptual artists' books, 1970–71), Budapest
- 2019 • Conceptual Photography from 1970s, Robert Capa - Contemporary Photography Center, Budapest

## Gruppenausstellungen (Auswahl)
- 2018 • Vinyl Factory (Bookmarks – Revisiting Hungarian art of the 1960s and 1970s), London
- 2018 • Kepes Institut (Neo-avant-garde and New Wave in Hungarian Photography), Eger
- 2018 • Wende Museum & Getty Research Institute, Los Angeles
- 2017 • Ludwig Museum (Fluxus & Friends), Budapest
- 2017 • Capa Center (Viewfinders), Budapest
- 2017 • Chimera-Project, Pseudo Display, Budapest
- 2017 • National Museum Warsaw (The Way They See), Warsaw
- 2017 • Elizabeth Dee Gallery (With the Eyes of Others), Warsaw
- 2017 • MOCAK, (Art in Art), Krakow
- 2016 • In-Out Center, DeAppel Arts Center, Amsterdam
- 2016 • Ludwig Museum Budapest, (The Wild West. A History of Wrocław’s Avant-Garde), Budapest
- 2016 • Vintage Gallery (Sequence), Budapest

## Schriften (Auswahl)
- A háló : Alternatív művészeti áramlatok a folyóirat-kiadványaik tükrében, 1968-1988  [Budapest] : Héttorony, [1991]. - 300 p.  ISBN 963-7855-24-6
- A korszak mint műalkotás [Budapest] : Corvina, 1988  ([Budapest]: Kossuth)   ISBN 963-13-2372-2
- The artists' books in European view : the soul of books or the Third Generation?  [Cologne] Soft Geometry, 1987. - 32 p.
- Assembling magazines, 1969-2000 : soft geometry / Géza Perneczky ; [Budapest] : Árnyékkötők Found., 2007. - 254 p.   ISBN 978-963-06-1974-5
- fe Lugossy László : Otthon a rohanó, torzult világban. Székesfehérvár, Szent István Király Múzeum, 1989
- Do it yourself literature. NOVELLÁK (1977–1981) Online (Memento vom 20. März 2008 im Internet Archive)
- Fraktálok és eseményminták, Budapest : Kijárat, 1998, ISBN 963-9136-12-3 Fraktal (Memento vom 20. Januar 2014 im Internet Archive)
- Jegyzetek Barta Lajosról : (társszerző: Ulrich Winkler),  Köln, Soft Geometry, 1995, 66 p.
- Héj és lepel : Pauer Gyula művészetéről = Shell and veil : on the art of Gyula Pauer = Schale und Tuch : die Kunst des Gyula Pauer / [Budapest] : Noran, 2008. - 200 p., + DVD,  ISBN 978-963-9716-94-0
- Kapituláció a szabadság előtt,  [Pécs] : Jelenkor, cop. 1995, ISBN 963-7770-96-8
- The magazine network : the trends of alternative art in the light of their periodicals 1968-1988, Köln : Ed. Soft Geometry, 1993. - 285 p.
- Mire jó a fraktálfilozófia? : (a nyelvről, a komputerről, a fraktálokról, a káoszelméletről és a modernizmus válságáról a művészettörténész szemével) – Köln :, 1992. - 90 p.
- Munkácsy [Budapest] : Corvina, 1970. - 46 p.
- Művészet az ezredfordulón : tanulmányok a művészet végéről és a művészettörténet újrakezdéséről [Budapest] : Palatinus, 2006. - 337 p. ISBN 978-963-9651-50-0
- Network Atlas: Works and Publications by the People of the First Network - Volume 1, A-N, PDF file, 2.55 MB - - Volume 2, O-Z, PDF file, 2.83 MB
- Picasso - Picasso után  [Budapest] : Corvina, 1989. - 190 p. ISBN 963-13-2826-0
- The poly-dimensional fields of Saxon-Szász / Géza Perneczky ; [publ. by the International MADI Museum Foundation]. – [Budapest] : Nk. MADI Múz. Alapítvány, 2002. - 104 p. ISBN 963-204-948-9
- Rózsák nyesése: bolyongás a művész-galerista-műgyűjtő háromszögben – [Miskolc] Szépmesterségek Alapítvány, 2008.  ISBN 978-963-06-5968-0
- Selected concepts, actions and rubber stamp projects in form of artists' books and other publications, 1970-1984 Published: Köln : Soft Geometry, 2003.
- The Soft Geometry Archives I. Correspondence Works & Labels (From the catalogues of the Perneczky archives), KÖLN , 2003 1. 2. 3. 4. 5.
- Story of the colourful ribbons, 1987-1994 Published:  Köln : Soft Geometry, 2003.
- Verzeichnis des plastischen Werkes von Lajos Barta. (Köln: Soft Geometry, 1986)
- Tanulmányút a Pávakertbe,   [Budapest] : Magvető, 1969. - 357 p.,
- Zuhanás a toronyból : válogatott írások 1983-1994, [Budapest] : Enciklopédia, 1994  ISBN 963-8477-07-5
- 500 Marxist cells  Published:  Köln, 1983
- 7 GENERATED GRAPHICS written in L-system & realized by the software Fractint 1992-1995